# Глубокское гетто
Гетто в Глубо́ком (сентябрь 1941 — 20 августа 1943) — еврейское гетто, место принудительного переселения евреев города Глубокое Витебской области в процессе преследования и уничтожения евреев во время оккупации территории Белоруссии войсками нацистской Германии в период Второй мировой войны.

## Оккупация Глубокого и создание гетто
Накануне Великой Отечественной войны в городе Глубокое евреи составляли 50 % из более чем 10 000 жителей (по другим данным — более 3000 человек).
Глубокое был оккупирован немецкими войсками 3 года — с 2 (3) июля 1941 года до 3 июля 1944 года.
Перед этим, узнав о начале войны, советские чиновники, забрав весь имеющийся транспорт, бежали из города, даже не пытаясь помочь людям эвакуироваться и не предупредив евреев о смертельной опасности. Только считанные еврейские семьи ушли пешком из города, а подавляющее большинство евреев решило остаться. К тому же, многие помнили немцев с хорошей стороны во время Первой мировой войны, и не могли поверить, что они изменились и стали способны на любые зверства.
Нацисты включили Глубокский район в состав территории, административно отнесённой в состав рейхскомиссариата «Остланд» с резиденцией в Риге. Глубокое стало центром Глубоцкого гебита (округи). Комиссаром округи стал Пауль Гахман. Вся полнота власти в районе в первое время принадлежала нацистской военной оккупационной администрации, действующей через созданную вермахтом полевую комендатуру. Эта комендатура организовала из бывших польских чиновников городскую управу и полицию. В Глубоком как в центре округа были размещены управа округа, немецкий гарнизон и армейские склады.
Сразу после захвата города немцы расстреляли видных членов еврейской общины, а остальных евреев, даже детей, стали использовать на принудительных, большей частью непосильно тяжелых, работах. При этом немцы беспрерывно издевались над евреями, часто избивая их до потери сознания и заставляя выполнять унизительные и гнусные действия: ходить на четвереньках, целовать обувь у немцев и многое другое. Евреев загоняли под водокачку и в холодную погоду обливали холодной водой, измождённых людей после работы часто заставляли одетыми «купаться» в озере. В августе 1941 года немцы расстреляли 42 еврея.
Евреев беспрерывно грабили, заставляя собирать ценные вещи и золото, угорожая в случае невыполнения убивать заложников.
Почти каждое утро жители Глубокого видели, как евреев выводили из тюрьмы полиции и гнали на расстрел в урочище Борок.
Реализуя нацистскую программу уничтожения евреев, немцы создавали гетто почти во всех городах и населённых пунктах Беларуси, где проживало еврейское население. Так и в Глубоком в сентябре (22 октября) 1941 года оккупанты с помощью коллаборационистов организовали гетто на улицах Маркса, Энгельса (тогда Друйская), Красноармейской (тогда Киселёвка), Чкалова и Красных партизан (тогда Дуброва).
По издевательскому приказу гебитскомиссара всем евреям было предписано переселиться в гетто в течение 30 минут. С разрешения специальной комиссии из магистрата евреям позволили взять с собой только немного рухляди, а хоть сколько-то ценные вещи — мебель, одежду, хозяйственный инвентарь, скот — брать запретили. По воспоминаниям свидетеля этого переселения: «Евреи несли свои жалкие вещи в отведенный для них лагерь — гетто. На улицах небывалый шум, крик, толкотня. Полиция со своей стороны „наводила порядок“ и била людей прикладами, палками и чем попало».
Для контроля исполнения своих приказов и организации принудительных работ немцы создали в гетто «еврейский совет» — юденрат, избрав его руководителем Гершона Ледермана. Он, рассчитывая на прагматизм немцев, старался, чтобы работа узников гетто была максимально производительной, — ещё не зная, что по нацистскому плану «окончательного решения еврейского вопроса» все евреи подлежат безусловному уничтожению.
В гетто были согнаны около 8000 евреев из Глубокого и других населённых пунктов — Голубич и Королевич (Голубичский сельсовет), Щербов (Плисский сельсовет), Крулевщины, Передол и других. В декабре 1941 года в Глубокское гетто привезли 60 евреев из деревни Мгумице Юзефовского сельсовета Шарковщинского района.

## Условия в гетто
Всех евреев трудоспособного возраста переписали, заставив пройти регистрацию — чтобы использовать их на самых тяжелых работах. За малейшую «провинность» и невыполнение умышленно завышенных нормативов работ евреев избивали и убивали — за то, что осмелился пройти по тротуару, за то, что на одежде отпоролась желтая шестиконечная звезда и ещё за множество вещей. Самым распространённым наказанием было избивание людей плёткой — от 80 до 125 ударов.
Одним из оккупационных чиновников, проявлявшем особый садизм в обращении с узниками гетто, был некий Витвицкий, житель Глубокого, перешедший на сторону немецких властей. Полицаи, среди которых были белорусы, прибалты, поляки и западные украинцы, ежедневно убивали десятки евреев в районе так называемого «аэропорта».
Узников в гетто заставили жить в невыносимой тесноте, заселив по несколько семей в каждую комнату. Из мебели обычно имелись только маленький столик и скамейка, спать приходилось всем вместе на полу.
Ремесленников немцы заставили трудиться в разнообразных мастерских бесплатно, неквалифицированных евреев использовали на тяжелых и грязных работах, еврейских детей принуждали работать грузчиками, заготавливать дрова, служить прислугой.
Немецкие власти под жесточайшим контролем разрешили оставить на каждую семью, независимо от числа членов, только 20 кг муки или зерна. Когда у Ошера Гофмана обнаружили муку в количестве, превышающем разрешённое, его с женой, детьми и стариками-родителями вывели на окраину города, заставили самих выкопать себе могилу и всех убили. За такое же «преступление» был расстрелян Шолом Ценципер.
Первое время евреям разрешили 2 часа в день покупать продукты на базаре, причём не разрешалось покупать соль, масло, мясо, яйца и молоко. Вскоре посещение базара для евреев было запрещено полностью под страхом смерти.
Узникам гетто под угрозой расстрела запретили общение с местными крестьянами. Но, несмотря на угрозу смерти, находились крестьяне, передававшие и даже сами приносившие своим знакомым продукты в гетто. Крестьянин Щебеко ежедневно тайком доставлял молоко для больной матери своих друзей-евреев. Крестьянин Гришкевич ухитрялся приносить овощи для нескольких еврейских семейств.
За попытки принести в гетто продукты немцы и полицаи избивали и убивали людей. Жену Зальмана-Вульфа Рудермана избили до полусмерти за попытку принести в гетто два яйца, Шолома Ценципера расстреляли за найденную при входе в гетто тушку петуха, Н. Краут был убит за жменю соли. В марте 1943 года жандармерия и «бобики» (так в народе презрительно прозвали полицаев) искали Залмана Флейшера за то, что он купил у крестьянина кусок масла. Флейшер сумел бежать, но шеф жандармерии Керн приказал за это убить первых встречных евреев — ими оказались Лейве Дрисвяцкий, его 18-летний сын Хавна, и Липа Ландау. Однажды за найденные у кого-то патроны были расстреляны сразу 100 узников гетто.
Одним из самых категорических ограничений для евреев был запрет есть ягоды, плоды и жиры — в любом, даже самом малом количестве. У Зелика Глозмана 10-летний сын Арон пронес в гетто немного ягод. Несколько дней немцы во главе с гестаповцем Гайнлейтом искали ребёнка по всему городу. Родителям удавалось прятать его какое-то время, но впоследствии всю их семью убили.
Помимо физического насилия, немцы придумывали для евреев бесчисленные моральные пытки. Нацисты и их пособники издевались при этом не только над живыми, но и над мертвыми — евреев заставили сломать ограду вокруг еврейского кладбища, срубить там все деревья и разбить памятники.
Несмотря на нечеловеческие условия существования и постоянную угрозу смерти, известны случаи, когда евреи оказывали помощь советским военнопленным, находящимся в 1,5 километра от Глубокого — в селе Березвече в лагере военнопленных. Например, семья Козлинер приносила им хлеб, и когда немцы это обнаружили, то всю семью вместе с детьми (8 человек) расстреляли.

### Массовые убийства в 1941 году
С декабря 1941 года немцы начали проводить в гетто систематические «акции» (таким эвфемизмом гитлеровцы называли организованные ими массовые убийства).
Одним декабрьским утром несколько десятков человек выгнали из домов и голыми, в сильный мороз, заставили идти к месту смерти в Борки в 1,5 километрах от Глубокого. По свидетельским показаниям: «Всех погнали в Бopки, где их и расстреляли. Бедных детей бросали в яму живыми и так живыми их и закапывали. Немцы заставляли у открытой могилы молодых танцевать, а старых петь еврейские песни. После такого садистского издевательства они принуждали молодых и здоровых нести на руках в яму бессильных стариков и калек и укладывать их там. Только после этого им следовало ложиться самим, и тогда уже немцы расстреливали всех».
Перед убийством немцы и полицаи дико издевались над обречёнными людьми, в том числе над женщинами и детьми, — кололи ножами, держали голыми на морозе, обливали холодной водой, избивали до потери сознания.

## Создание второго гетто
К началу 1942 года в Глубоком оказались более 2500 евреев-беженцев из многих населенных пунктов, найдя в гетто временное убежище.
С 20 мая до начала июня 1942 года нацисты, желая, в том числе, вынудить евреев отдать последние припрятанные ценности, приказали «малополезным и малоценным», по их классификации, евреям переселиться на территорию новообразованного второго гетто — сформировав «гетто внутри гетто», для чего отгородили одну улицу, разделив гетто на две части. В одном гетто находились специалисты и их семьи, во второе согнали стариков, больных и детей. Это гетто по плану гитлеровцев не получало продуктов питания и подлежало уничтожению в первую очередь. На деле оказалось, что немцы разрешили откупаться от переселения. За две недели тех, кто не мог заплатить «выкуп», переместили во второе гетто, а стариков, старушек и калек свозили туда на телегах. По сохранившимся свидетельствам: «Не поддается описанию это страшное зрелище. Бедные старики рыдали, жалобно спрашивая: „Куда и зачем нас везут? За какие грехи нас отделяют от наших детей?“ Красноармейская улица была наполнена стонущими, плачущими стариками, калеками». После образования второго гетто один из главных убийц глубокских евреев Копенвальд официально заверил юденрат своим «честным словом», что «никакой резни евреев больше не будет».

### Массовые убийства в 1942 году
25 марта 1942 года немцы расстреляли в Борках 110 евреев из гетто.

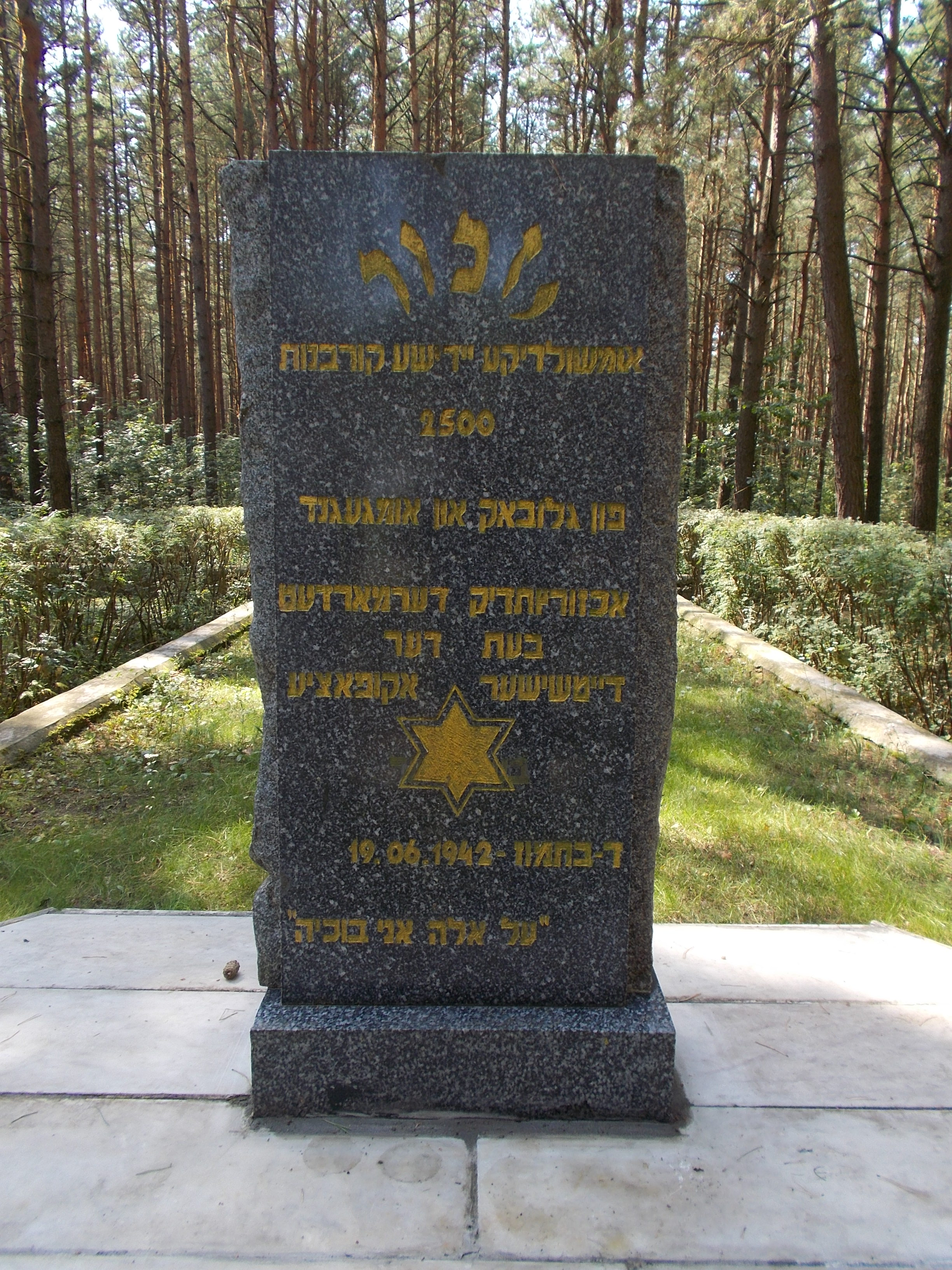
Памятник евреям, убитым в Борках

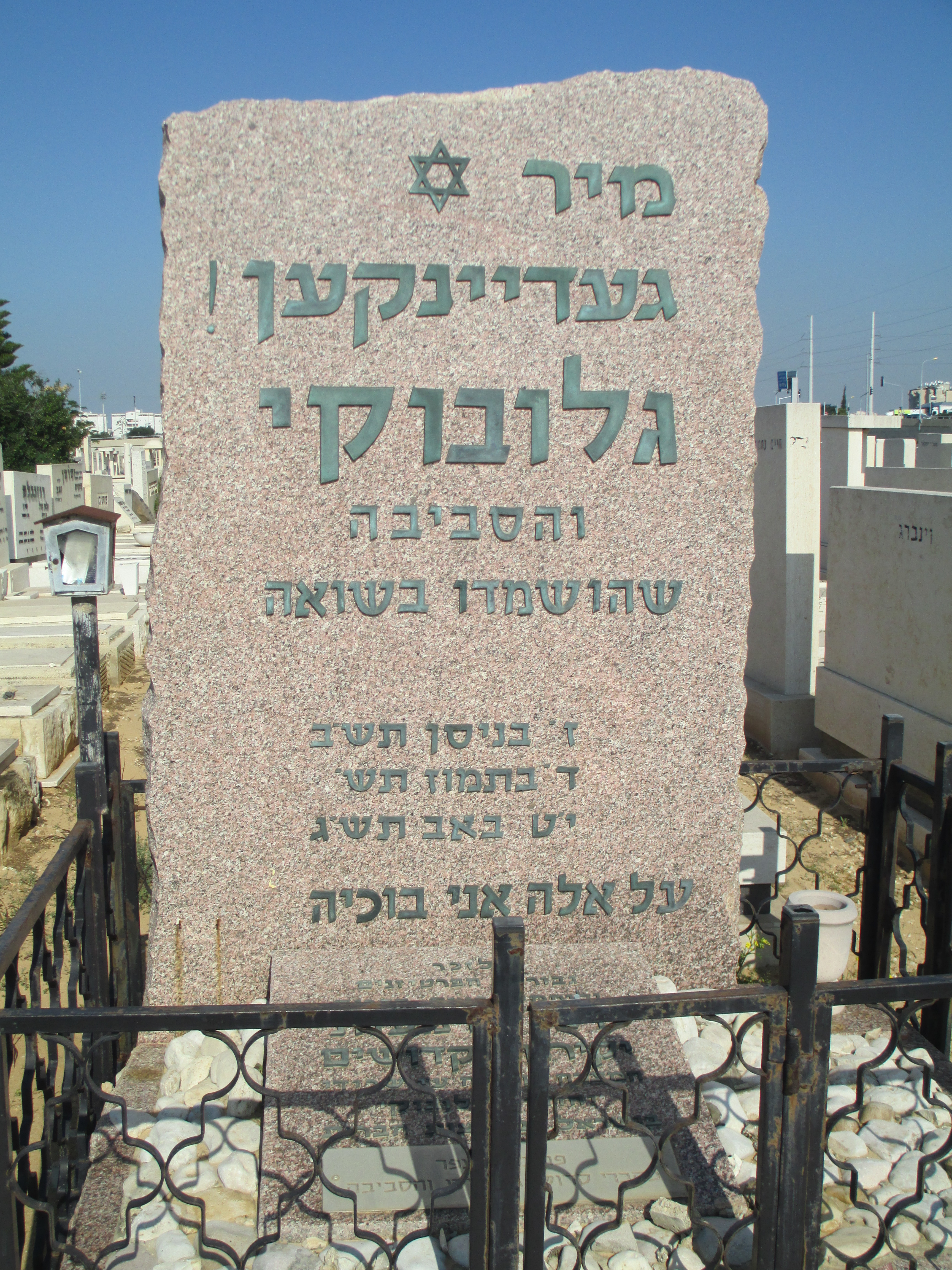
Символический памятник евреям Глубокого и района на мемориальном кладбище в Холоне

В мае 1942 года под предлогом, что евреи не выполнили очередное задание по сдаче ценностей, немцы и полицаи погнали несколько сотен узников (в основном, стариков, женщин и детей), в район Дубровы и расстреляли. На этом месте сейчас стоит памятник.
Ночью с 18 на 19 июня 1942 года немцы и полицаи оцепили второе гетто и начали выгонять узников из домов. На рассвете людей согнали на футбольное поле и начали отбор, избивая их прикладами, палками и кирпичами, а затем отправляя партиями в местечко Борок на расстрел. Молодая Зельда Гордон стала убегать, за ней побежали другие, и вскоре множество евреев были расстреляны конвоем. Самуил Гордон пытался укрыться в первом гетто, но его поймали, избили, зацепили кочергой за шею и таскали так по улицам, пока он не умер. Людей в Борках раздевали догола, приказывали лечь в ямы и расстреляли из автоматов. Всего 20 июня 1942 года в Глубоком были убиты 2500 (3000, 2200, 2000) евреев.
Осенью 1942 года в Глубоком были убиты ещё около 1000 евреев.

### Условия во втором гетто
В июле 1942 года гебитскомиссар, желая полностью истребить евреев в округе, пошёл на хитрость — приказал всем оставшимся в живых евреям Глубокого и окружающих деревень (Миор, Друи, Шарковщины, Браслава, Германовичей и других 35 городов и местечек) перебраться в гетто, уверяя, что отныне евреи не должны бояться, потому что их больше не будут убивать и гарантируют жизнь. Члены юденрата со спецпропусками были даже посланы в поездку в соседние деревни, чтобы разыскивать скрывающихся евреев и уговаривать их перейти в гетто.
Нацистская ложь сработала, и большинство прятавшихся в округе евреев (всего около 500 человек, 600—700), погибая от голода, болезней и преследования, собрались во второе гетто в Глубоком, и оно стало похоже на семейный лагерь. Здесь в страшной тесноте, в сараях без света и воды, ютились уцелевшие евреи из 42 городов и деревень — из Миор, Друи, Прозорок, Голубич, Зябок, Дисны, Шарковщины, Плиссы и многих других. Кроме взрослых, тут оказались осиротевшие дети — даже грудные, которых случайно находили на обочинах дорог и в лесах и привозили в Глубокое. Также в Глубокское гетто в поисках хоть какого-то укрытия пришли некоторые спасшиеся от смерти евреи из Долгиново, Друйска, Браслава, Германович, Лужков, Гайдучишек, Воропаево, Парафьяново, Загатья, Бильдюг, Шипов, Шкунтиков, Порплище, Свенцян, Подбродзи.

## Грабёж и утилизация еврейского имущества
Немцы убивали и грабили евреев в таком масштабе, что им понадобилось создать в Глубоком настоящее производство по хранению, переработке и продаже еврейского имущества. Беспрерывно в местечко прибывали телеги с награбленной и снятой с убитых евреев одеждой, обувью и бельём; с посудой, швейными машинками и предметами домашнего хозяйства. Все эти вещи сортировались, чистились, ремонтировались, приводились в порядок и с немецкой аккуратностью раскладывались в складах-амбарах. В скором времени на бывшей улице Карла Маркса в Глубоком немцы открыли торговые дома («варенхаузы»), за бесценок торгующие вещами убитых людей — одеждой, обувью, галантереей, посудой и мебелью.
Для стирки вещей убитых и ограбленных людей немцы организовали круглосуточную прачечную, в которой заставили работать евреев. При этом, по воспоминаниям свидетелей, происходили страшные сцены — люди натыкались на одежду своих убитых родных. Например, Рафаэл Гитлиц узнал платье своей убитой матери, Мане Фрейдкиной пришлось отстирывать от крови рубашку своего убитого мужа Шимона, а жене учителя Милихмана тоже пришлось чинить костюм своего убитого мужа.
Но торговлей вещами убитых немецкая деятельность не ограничивалась. Нацисты создали специальное «Бюро гебитскомиссара в Глубоком», администрация которого расположилась на улице Карла Маркса, дом 19. Это бюро наблюдало за порядком в мастерских и непосредственно за работающими, вело бухгалтерский учёт. Также бюро занималось подготовкой и отсылкой посылок в Германию по заказам немецких учреждений и отдельных лиц. Количество посылок было так велико, что немцы открыли специальный цех для изготовления картонных коробок, заставив там трудиться еврейских детей 8-12 лет. За самый маленький изъян в коробке детей наказывали с не меньшей жестокостью, чем взрослых. Остались известны некоторые имена постоянных заказчиков услуг этого бюро, получавших вещи убитых евреев: гебитскомиссар Гахман, референты Геберлинг и Гебелль, шеф жандармерии Керн, офицеры Гайнлейт, Вильдт, Шпер, Цаннер, Беккер, Копенвальд Зейф, Шульц и многие другие.

## Сопротивление
Начиная с весны 1942 года, в гетто параллельно активизировалось строительство «схронов» (убежищ) и организация подпольных групп молодежи для сопротивления. Все они собирали оружие и искали связи с партизанами, но единого руководства у этих групп не было — одни готовились защищаться дома, другие решили уйти к партизанам (при том, что евреев в партизанские отряды часто принимали неохотно).
Узники гетто, особенно молодежь, начали различными путями собирать и прятать оружие, а также передавать его партизанам. Рувим Иохельман из Гайдучишек для этого специально устроился на работу в склад жандармерии и выносил оттуда оружие и медикаменты, пока не попался и был расстрелян. Яков Фридман, переодетый в форму полицая, до осени 1942 года добывал оружие в деревнях и передавал его в гетто и партизанам, а затем ушёл к партизанам. Зять Моисея Беркона, пока не погиб в неравном бою из-за доноса, успел добыть много оружия для партизан. Клейнер из Лучая (деревня недалеко от Дунилович) тоже передавал оружие партизанам, а осенью 1942 года оглушил немца, стоявшего на посту в гетто, забрал у него автомат и ушел к партизанам.
Летом 1942 года из глубокского гетто в лес к партизанам смогла вырваться целая группа молодежи, причем с оружием. Многие евреи из гетто в Глубоком стали известными бойцами в партизанской войне против нацистов, а всего в партизанских отрядах с фашистами сражалось более 60 глубокских евреев. Вот некоторые из самых прославленных воинов-партизан — Яков Рудерман, Миша Козлинер, Хава Камински, Нохум Леках, Борис Шапиро, Мотка Ледерман, Ципа Соловейчик, Авнер Фейгельман и Ицхак Блат из бригады имени Ворошилова, Менаше Копелевич, Перец Гершман, Залман Михельман, Залман и Дон Фейгельсон, Пиня Ожинский, Яков Фридман, Борух Таммер и другие. У Бомы Гениховича, родом из Плиссы, немец Копенберг убил в гетто отца. Сбежав из гетто, Бома стал партизаном, и впоследствии выследил и убил Копенберга, а также вместе с товарищами смог захватить и повесить Иду Одицкую — немецкую садистку, любившую лично участвовать в массовых убийствах.
Группа молодёжи, в состав которой входили, среди прочих, братья Кацович, Залман Мильхман, Иохельман, Яков Рудерман, Рахмиэль Милькин и Давид Глейзер, смогла из гетто наладить связь с партизанским отрядом «Мститель» и передавала ему оружие. В сентябре 1942 года эта группа — 18 (17) человек — со своим оружием вырвались из гетто и присоединились к партизанам.
Через несколько месяцев к партизанам ушли ещё 18 узников гетто, в том числе Израэль Шпарбер, Моисей (Михаил) и Соня Фейгели, Гирш Гордон, Симон Соловейчик и Гирш Израилев. Семьи Фейгеля и Милькина (всего 14 человек) были арестованы гестаповцами и после пыток убиты. Также зверски был убит Иосель Фейгельсон с сестрой и дочерью, когда в июле 1943 года обнаружилось, что известные партизаны Залман и Дон — его сыновья.
В феврале 1943 года по подозрению в связях с партизанами был арестован и убит вместе с женой глава юденрата Гершон Ледерман, а двум их сыновьям, Ирухиму и Мотке, удалось сбежать из-под конвоя.

## Уничтожение гетто и восстание узников
Немцы запланировали полное уничтожение гетто, и по мере приближения назначенной даты стремились заранее пресечь любые, даже потенциальные, попытки узников подготовиться к сопротивлению. Всё, что в гетто выглядело хоть сколько-нибудь подозрительным, безжалостно пресекалось. Например, Шлему Крайнее расстреляли за то, что он подковал коня крестьянину; Зайца после долгих пыток убили за найденный радиоприемник; пожилого Мордуха Гуревича расстреляли за то, что он поздоровался с местным крестьянином; девушку Салю Браун расстреляли за дружбу с местным парнем.
Старший сын главы юденрата Гершона Ледермана после побега впоследствии погиб, а Мотке, младший, организовал и возглавил небольшую партизанскую группу, и самостоятельно мстил немцам. В середине августа 1943 года он с Б. Цимером по заданию Давида Пинцова, командира партизанской бригады имени Суворова, вернулись в гетто, чтобы подготовить восстание и вооруженную поддержку предстоящего нападения партизан на немецкий гарнизон Глубокого. Они сумели подготовить 300 молодых евреев — вооружённых и снабжённых взрывчаткой.
Однако восстание пришлось отложить. 18 августа 1943 года партизаны вместе с перешедшей на их сторону бригадой Гиль-Родионова захватили Докшицы, Крулевщизну и остановились в лесу под Шуневичами в 4 километрах от Глубокого. Вследствие этого в ночь с 18 на 19 августа из Вильнюса и Двинска в Глубокое прибыли немецкие части для борьбы с партизанами, а Глубокское гетто нацисты решили депортировать в лагерь смерти Майданек. В 4 часа утра немецкий офицер приказал юденрату собрать через два часа всех евреев на площади якобы для отправки в Польшу, в Люблин, где «они будут трудиться». Но узники, понимая, что немцы готовят очередную «акцию», бросились на прорыв охраны и ограждений гетто. Немцы и полицаи открыли по бежавшим сплошной огонь, и людям, потеряв десятки убитых и раненых, пришлось повернуть обратно и прятаться в убежищах. Утром немецкие жандармы и полиция окружили гетто с целью его уничтожения, но столкнулись с организованным вооруженным сопротивлением евреев.
Депортация в лагерь смерти была сорвана, что привело немцев в ярость, и они решили всех, без исключения, евреев сжечь прямо в гетто. Гетто поджигали с низколетящих самолётов под грохот марша «Хорст Вессель» — сбрасывая зажигательные бомбы и расстреливая мечущихся евреев из пулеметов. Гетто превратилось в один гигантский костер. Многие задохнулись в дыму или погибли в давке и от удушья в выкопанных заранее убежищах.
Евреи, большей частью молодые, стремившиеся любой ценой мстить и сопротивляться, достали спрятанное заранее оружие и 4 дня сражались, убив и ранив более 150 нацистов и полицаев. За это время оккупанты получили подкрепление, смогли отбросить партизан и добили последних сопротивлявшихся евреев в гетто. По оценкам историков, если бы партизанская помощь успела прийти в гетто, то около 500 человек смогли бы спастись.
По показаниям очевидца:

"…гетто было разрушено обстрелом из орудий и бронемашин и абсолютно сожжено полностью. По территории бывшего гетто валялись расстрелянные и обгоревшие трупы людей, в числе которых были женщины, дети и старики. Характерно то, что в факте расправы немцев над гражданами гетто принимало и участие входившие в подчинение фельд-комендатуры номер 600 немецкие воинские подразделения, а из бронемашин, принадлежавших той же комендатуре, производился обстрел и уничтожение граждан.— 
Так 20 (18) августа 1943 года гетто в Глубоком было уничтожено, при этом погибли 5000 (3800) евреев.

## Память
Всего в Глубокском гетто были замучены и убиты более 10 000 евреев.
Списки узников гетто в Глубоком сгорели вместе с юденратом. Из тысяч узников спаслись от смерти около 500 человек. Имеется неполный список погибших узников гетто, в том числе евреев из Докшиц, убитых в Глубоком.
После 1945 года на месте расстрела евреев Глубокого, жертв Катастрофы, был установлен первый памятник. В дальнейшем на местах массовых убийств евреев стараниями и на средства Льва Артура Симоновича, Рахили Иоффе (Клебановой), Лейба Иоффе, Залмана и Дона Фейгельсонов, поставили ещё памятники — два в лесу Борок и один на бывшей улице Легионовой.
В сквере на улице Чкалова, где в братской могиле лежат 4500 человек, жертв геноцида евреев, возведён мемориальный комплекс. На каменных плитах на четырёх языках написано: «Прохожий, поклонись этому святому месту! Здесь находятся жертвы еврейского гетто, уничтоженные немецкими нацистами в 1943 году. Вечная им память». Льву Артуру Симоновичу, одному из спасшихся узников глубокского гетто, много сделавшему для увековечивания памяти убитых, в 2006 году присвоено звание «почетного гражданина города Глубокое».
Телеведущий программы «Белорусское времечко» Константин Юманов планирует снять документальный фильм об истории Глубокского гетто.
В Тель-Авиве есть дом, называемый «дом Глубокого», потому что на его стенах написаны имена погибших в Глубокском гетто.
Михаэль Эткин, один из спасшихся евреев Глубокого, написал книгу воспоминаний «Несмотря ни на что, я победил».